# وزارة الشؤون الخارجية (فنلندا)
وزارة الشؤون الخارجية (بالفنلندية: Ulkoministeriö) هي وزارة في الحكومة الفنلندية وهي مسؤولة عن إعداد وتنفيذ السياسة الخارجية للحكومة.

## تنظيمها
يبلغ إجمالي ميزانية الوزارة لعام 2017 1,079 مليار يورو، منها 675 مليون يورو سيتم إنفاقها على التعاون التنموي و 248 مليون يورو على نفقات تشغيل الوزارة. سيكلف صيانة قوات إدارة الأزمات 50 مليون يورو والأفراد المدنيين 15 مليون.
ويعمل بها 1420 شخصاً (منهم 74 في المائة تقريباً من النساء) فضلاً عن 980 موظفاً محلياً ويحتفظون بـ 89 مكتباً خارجياً يعملون في البعثات الأجنبية. منذ عام 1987 تركزت الوزارة في مقاطعة كاتاجانوكا في هلسنكي.
هناك وزيران في حكومة يوها سيبيلا الحاليان لديهما محافظ متصلة بالوزارة:
- وزير الشؤون الخارجية، الذي هو في السيطرة السياسية الشاملة للوزارة.
- وزير التجارة الخارجية والتنمية.

أعلى موظف حكومي هو وزير الدولة، ويساعده أربعة من وكلاء وزارة الخارجية مع تخصيص المسؤوليات على النحو التالي:
- الشؤون الإدارية والقانونية وشؤون المراسم.
- السياسة الخارجية والأمنية والاتصالات والثقافة.
- الشؤون الاقتصادية الخارجية.
- التعاون الدولي للتنمية وسياسة التنمية.

أدناه، تنقسم الوزارة إلى اثني عشر قسمًا:
- القسم السياسي.
- قسم العلاقات الاقتصادية الخارجية.
- قسم سياسة التنمية.
- قسم أوروبا.
- إدارة لروسيا وأوروبا الشرقية وآسيا الوسطى.
- قسم الأمريكتين وآسيا.
- قسم أفريقيا والشرق الأوسط.
- قسم الشؤون العالمية.
- قسم قانوني.
- قسم الشؤون الإدارية.
- قسم الاتصالات والثقافة.
- قسم البروتوكول.
- وحدة التدقيق الداخلي.
- وحدة تخطيط السياسات والبحوث.

## الوزراء الحاليين
الوزراء، اعتباراً من 6 يونيو 2019، هم:
- وزير الخارجية والشؤون الأوروبية - بيكا هافيستو.[3]
- وزيرة التجارة الخارجية والتنمية - فيل سكيناري  [لغات أخرى]‏.[3]

وزير الخارجية الحالي في وزارة الشؤون الخارجية هو ماتي انتونين.

## وصلات خارجية
- ThisisFINLAND (قسم الاتصالات والثقافة)